# Nitro (jeu vidéo)
Pour les articles homonymes, voir Nitro.
Nitro est un jeu vidéo de course automobile développé et édité par Psygnosis, sorti en 1990 sur Amiga et Atari ST.

## Système de jeu
Nitro est un jeu de course en vue de dessus à scrolling jouable à trois en simultané. Le joueur participe à un championnat de 32 courses contre trois autres concurrents. Les circuits prennent part sur quatre types d'environnements : industriel, rural, désertique et post-apocalyptique. Ils ne sont pas complètement fermés et contiennent de nombreuses intersections, passages hors pistes, rétrécissements et raccourcis. La chaussée présentent de multiples pièges (plots, flaques d'huile et de boue, fissure volcanique...) et des courses de nuit sont également de la partie. Dans la veine de Super Sprint (1986), des icônes bonus disposés sur la piste peuvent être ramassés apportant des gains divers (points, argent, nitro, gazole, etc).
Entre deux courses, le joueur a la possibilité d'acheter du carburant, de renflouer le turbo, de réparer ou d'améliorer les performances du véhicule (adhérence, accélération, vitesse de pointe) ou encore de changer de classe de véhicules. La réserve de fuel est unique à l'ensemble du championnat : elle se consume au gré des kilomètres engrangés et si elle tombe à sec, la partie se termine. Il y a trois classes de véhicules (course, sportive et buggy à turbo), plus ou moins adaptées en fonction du type de terrain rencontré.
Comme la plupart des jeux du genre en vue aérienne, les sensations tiennent moins du pilotage automobile que du contrôle radiocommandé. Le mode multijoueur se joue sur un écran unique (par opposition à un écran splité). Dès qu'un joueur est distancé et n'apparait plus sur l'écran, il est téléporté automatiquement à la suite des autres joueurs. L'un des désagréments du système est qu'il a tendance à perturber le scrolling et a désavantager le leader, qui ne peut plus anticiper les dangers à venir (il tend à se retrouver au bord de l'écran).

## Équipe de développement
Nitro a été conçu et programmé par James Woodhouse. L'anglais a également conçu deux autres jeux Amiga pour le compte de Team17 : le jeu de plates-formes Qwak (1993) et le jeu de course ATR: All Terrain Racing (1995), qui reprend nombreux ingrédients à Nitro. Il a ensuite travaillé sur divers productions Game Boy Advance comme Lego Racers 2 (2000) ou Battleship (2005).
- Conception et programmation : Jamie Woodhouse
- Support programmation : Phil Betts
- Map : Jamie Woodhouse, Chris Stanley (additionnel)
- Musique et effets sonores : Tony Williams (Sound Images)
- Graphismes intro : Neil Thompson, Jim Ray Bowers (support)
- Programmation intro : Chris Spielberg, Wylie Coyote
- Illustration boîte de jeu : James Burns
- Production : Steve Riding

## Accueil
Nitro a été accueilli favorablement par la presse spécialisée. En matière de jeu de course à scrolling, il était en concurrence avec Super Cars (1990) de Magnetic Fields (la série Lotus Esprit).
- ACE 820/1000 • Amiga Format 84% • CU Amiga 82% • Génération 4 75% • Tilt 15/20 • Zzap! 64%